# Francia en los Juegos Olímpicos de Oslo 1952
Francia estuvo representada en los Juegos Olímpicos de Oslo 1952 por un total de 26 deportistas que compitieron en 5 deportes.  
El portador de la bandera en la ceremonia de apertura fue el patinador artístico Alain Giletti.

## Medallistas
El equipo olímpico francés obtuvo las siguientes medallas:
| Nombre             | Deporte            | Competición  |
| ------------------ | ------------------ | ------------ |
| Oro                |                    |              |
| —                  |                    |              |
| Plata              |                    |              |
| —                  |                    |              |
| Bronce             |                    |              |
| Jacqueline du Bief | Patinaje artístico | Individual F |